# 森田浩彰
森田 浩彰（もりた ひろあき、1973年 - ）は、日本のアーティスト。東京造形大学特任教授。

## 概要
生活の中で当たり前に存在しているが特に意識されない物事に注意を向け、それらの中に折り重なっているコンテクストや関係性を可視化させる作品を制作している。
参加グループ、ARTISTS’ GUILD。

## 経歴
福井県生まれ。1998年、Bゼミスクール修了。2002年、ロンドン大学ゴールドスミスカレッジMAファインアート修了（MA Fine Art）。
2002年から日本に拠点を移す。

## 個展
- 「From Something to Something Else」 (青山、目黒／東京）

## グループ展
- 「食と現代美術 Part9—食とアートと人と街—」（BankART Station、横浜）
- 「部屋と庭　隔たりの形式」（武蔵野美術大学 美術館･図書館、東京）
- 「Triple Point of Matter」(Fondation Fiminco/ パリ、2017年)
- 「Something to Something else」（青山｜目黒、東京、2016年）
- 「MOTアニュアル2012 風が吹けば桶屋が儲かる」(東京都現代美術館、東京)
- 「日常の喜び」（水戸芸術館、茨城県）
- 「The Beauty of Things」 (エルミタージュ美術館／サンクトペテルブルク、ロシア）
- 「Triple Point of Matter」 (フィミンコ財団／パリ、フランス）